# Джонстаун
Джонстаун (на английски: Johnstown) е град в окръг Ларимър, щата Колорадо, САЩ. Джонстаун е с население от 3827 жители (2000) и обща площ от 3 km². Намира се на 1479 m надморска височина. ЗИП кодът му е 80534, а телефонният му код е 970.